# Flos Campi
Flos Campi è una composizione di Ralph Vaughan Williams. È una suite per viola solista, coro senza parole e piccola orchestra, costituita da sei movimenti. Completata nel 1925, è stata eseguita per la prima volta il 10 ottobre dello stesso anno da Lionel Tertis alla viola, con la Queen's Hall Orchestra, diretta da Henry Wood, ed il coro del Royal College of Music.

## Organico
La composizione prevede un organico piuttosto inusuale per l'epoca: viola solista, un coro senza parole (6-8 soprani e altrettanti contralti, 4-5 tenori e altrettanti bassi) ed una orchestra di dimensioni ridotte: fiati (flauto, ottavino, oboe, clarinetto, fagotto, corno, tromba), arpa, percussioni, archi (6 violini I, 5 violini II, 4 viole, 3 violoncelli, 2 contrabbassi).
L'ensemble è decisamente cameristico, con orchestra e coro di dimensioni piuttosto ridotte. Il solo è affidato al timbro caldo e passionale della viola (strumento suonato e molto apprezzato dallo stesso compositore), mentre le voci del coro cantano senza testo (espediente usato dai compositori generalmente per evocare la Natura). Il coro crea dei colori ricercati, vocalizzando la sillaba "ah" con le labbra socchiuse. Nel finale, il coro gradualmente chiude la bocca, per dare un effetto di dissolvenza.

## Composizione
Dal punto di vista formale, Flos Campi non è né un concerto né una composizione corale in senso stretto. La viola è in primo piano nell'esposizione della melodia ma non si realizza mai un dialogo con l'orchestra, mentre il coro canta senza parole, pur essendoci dei riferimenti testuali che tuttavia devono essere letti dal pubblico. Flos Campi è una composizione singolare ed abbastanza enigmatica, non è nemmeno una vera e propria suite benché venga definita così dall'autore, perché i movimenti si succedono in maniera continua e coerente, senza interruzioni.
La suite si articola in sei movimenti. Il titolo dell'opera è in latino (Fiore di campo) e ciascuno dei movimenti è associato a dei versi nella medesima lingua, tratti dal Cantico dei cantici:
1. Sicut Lilium in spinas (Lento)
2. Jam enim hiems transiit (Andante con moto)
3. Quaesivi quem diligit anima mea (Lento - Allegro moderato)
4. Et lectulum Salomonis (Moderato alla marcia)
5. Revertere, revertere Sulamitis! (Andante quasi lento)
6. Pone me ut signaculum (Moderato tranquillo)

Il primo movimento è definito in una annotazione come "un preludio rapsodico con contrappunto di accordi". Le prime battute della composizione consistono in un duo tra la viola solista e l'oboe, e sono un celebre esempio di bitonalità. Il carattere della musica è enunciato chiaramente fin dal duetto che ne costituisce l'incipit, e dagli inusuali intervalli presenti nella successiva parte orchestrale, fino all'ingresso del coro. Il secondo movimento è meno passionale, fa uso di polifonia modale e di elementi folcloristici nella parte della viola. Nel terzo movimento viene rielaborato il solo iniziale dell'oboe.
Il quarto movimento (descritto come "tempo di maggior vigore") contrasta caratterialmente con la pacatezza mistica degli altri. Il carattere, forse un ritratto mascolino dell'amato del Cantico, è marcato da bassi e piatti, dalla scrittura risoluta della viola solista, dall'indicazione all'oboe di emettere un suono rude. È quasi una danza pagana dal gusto medievale, restituito dall'ampio uso di quarte e quinte parallele, lo staccato dei bassi e l'ostinazione dei fiati.
Il quinto movimento ("Estrema passione [...] notare l'uso più virtruosistico della viola solista [...]") riprende uno stile di polifonia modale, questa volta con crescente frenesia e un ritmo più marcato.
Nel movimento finale, il "diatonico appagamento del desiderio" è espresso da una gloriosa melodia in re maggiore della viola solista. Viene nuovamente accennato il duo bitonale iniziale della viola e dell'oboe ("un ricordo del principio-del desiderio che fu"), seguito da un passaggio orchestrale dal carattere pastorale e la conclusione, affidata alla viola sola. L'accordo finale, una dissonanza non risolta, non scioglie l'alone di mistero che permea tutta la composizione.

## Testo associato ai movimenti
Vaughan Williams fa riferimento nella composizione a delle citazioni bibliche del Cantico dei cantici, versi carichi di passione e sensualità.
Lo stesso testo era stato già impiegato da diversi compositori britannici, oltre che in svariati inni liturgici, nell'oratorio The Rose of Sharon di Alexander Campbell Mackenzie, del quale Vaughan Williams era probabilmente al corrente, e The Song of Songs di Granville Bantock (ascoltato da Vaughan Williams nel 1922 al Three Choirs Festival).
Come nella Sinfonia antartica, le citazioni devono essere lette dall'ascoltatore, in quanto il testo non viene pronunciato dal coro. Le parole sono le seguenti:
1. Sicut Lilium in spinas (Lento): Can 2,2.5
2. Jam enim hiems transiit (Andante con moto): Can 2,11-12
3. Quaesivi quem diligit anima mea (Lento - Allegro moderato): Can 3,1;5,8;6,1
4. Et lectulum Salomonis (Moderato alla marcia): Can 3,7-8
5. Revertere, revertere Sulamitis! (Andante quasi lento): Can 7,1-2
6. Pone me ut signaculum (Moderato tranquillo): Can 8,6

## Accoglienza
La prima esecuzione ha dato luogo a giudizi contrastanti. La composizione è impegnativa da comprendere, inoltre alla prima esecuzione il testo delle citazioni è stato riportato in latino. Il titolo e la fonte biblica delle citazioni hanno causato il fraintendimento dell'opera, letta in chiave religiosa, mentre questa non era l'intenzione dell'autore, che di fatto aveva scritto piuttosto un canto d'amore. Benché infatti Vaughan Williams lasciasse trasparire un sotterraneo senso religioso, in questa come in altre opere (ad esempio la pubblicazione degli English Hymnal nel 1906), egli si proclamava agnostico. Per evitare ulteriori fraintendimenti, egli scrisse una nota per la seconda esecuzione della suite:
(Nota di Vaughan Williams per seconda esecuzione di Flos Campi)
La composizione si è affermata nei repertori concertistici ed è stata registrata da grandi interpreti.
Il critico musicale Michael Kennedy si è espresso su Flos Campi come segue:
(Michael Kennedy)